# Caritas in veritate
Caritas in veritate (latinsko »Ljubezen v resnici«) je tretja in zadnja okrožnica papeža Benedikta XVI. ter njegova prva socialna okrožnica, ki je bila podpisana 29. junija 2009 in objavljena 7. julija 2009.
Okrožnica se ukvarja s problemi svetovnega razvoja in napredka k skupnemu dobremu ter trdi, da sta tako ljubezen kot resnica pri tem bistvena. Delo je namenjeno vsem slojem svetovne družbe – nekatere točke so namenjene posebej političnim voditeljem, poslovnim in verskim voditeljem, finančnikom in dobrodelnim organizacijam, vendar je delo kot celota namenjeno vsem ljudem dobre volje.
Caritas in veritate vsebuje podroben razmislek o gospodarskih in družbenih vprašanjih. Papež poudarja, da Cerkev ne ponuja konkretnih tehničnih rešitev, temveč moralna načela, ki so podlaga za oblikovanje takšnih rešitev.
Gospodarske teme vključujejo napad na fundamentalizem prostega trga, čeprav zavrača poenostavljeno polarizacijo modela prostega trga proti interventnim rešitvam velike vlade. Poudarjena je potreba po tem, da morajo biti dejanja vseh gospodarskih akterjev utemeljena tako na etiki kot na motivu prihodkov. Druga obravnavana področja so lakota, okolje, migracije, spolni turizem, bioetika, kulturni relativizem, družbena solidarnost, energetika in demografija.

## Vsebina

### Uvod
V uvodu nas papež spomni, da je ljubezen v središču družbenega nauka Cerkve in tesno povezana z resnico, saj je sicer lahko popačena ali odtrgana od etičnega življenja. Opozarja, da bi bilo krščanstvo ljubezni brez resnice bolj ali manj zamenljivo s dobrohotnimi čustvi, ki so koristna za družbeno sožitje, vendar brez pravega pomena.
Resnica je nujna za razvoj. Brez nje, pravi papež, družbeno delovanje na koncu služi zasebnim interesom in logiki moči, kar vodi v družbeno razdrobljenost. Benedikt XVI. se ustavi pri dveh merilih, ki usmerjata moralno delovanje in izhajata iz načela ljubezni v resnici: pravičnost in skupno dobro. Vsak kristjan je poklican k ljubezni po institucionalni oz. politični poti, ki vpliva na življenje pólis, na življenje v družbi. Dodaja: »Ko prizadevanje za skupno dobro razvnema ljubezen, zmore več kot zgolj svetno ali politično prizadevanje.« Cerkev, nadaljuje, nima tehničnih rešitev, ki bi jih lahko ponudila; ima pa poslanstvo resnice, ki ga mora izpolniti za družbo, ki je naravnana na človeka, njegovo dostojanstvo in poklicanost. Pokloni se še svojim predhodnikom, ki so pomembno vplivali na razvoj družbenega nauka Cerkve z naslednjimi okrožnicami: O skrbi za socialno vprašanje (Sollicitudo rei socialis), O delu za razvoj narodov (Populorum progressio), O novih stvareh (Rerum novarum).

### Prvo poglavje: Sporočilo okrožniceO delu za razvoj narodov
Prvo poglavje dokumenta govori o sporočilu Pavla VI. v okrožnici Populorum progressio. Brez perspektive večnega življenja, opozarja papež, je človeškemu napredku na tem svetu odvzet prostor za dihanje. Brez Boga postane razvoj negativen, razčlovečen.
Pavel VI. je, nadaljuje, poudaril nepogrešljiv pomen evangelija za izgradnjo družbe v skladu s svobodo in pravičnostjo. Obenem je v Humanae Vitae pokazal na močno povezavo med etiko življenja in družbeno etiko. Pojasni tudi predhodnikovo dojemanje človekovega razvoja. Ta je v svojem izviru poklicanost in izhaja iz presežnega, ne gre pa le za »tehnične vidike človekovega življenja«, ampak za »smisel njegove skupne hoje skozi zgodovino z brati« in »določanje cilja takšne poti«. Slednje narekuje Cerkvi dolžnost, da osvetljuje družbena vprašanja v luči evangelija. Pavel VI. tudi pokaže, da vzroki za nerazvitost niso predvsem materialnega značaja. Bolj so v volji in mišljenju, še bolj pa v pomanjkanju bratstva med posamezniki in narodi. Ker družba postaja vse bolj globalizirana, postajamo drug z drugim sosedi, a ne tudi bratje. Zato moramo ukrepati, da se bo gospodarstvo razvijalo v smeri pristne človečnosti.

### Drugo poglavje: Človeški razvoj v našem času
V drugem poglavju se papež ukvarja s človekovim razvojem v današnjem času. Dobiček kot izključni cilj, brez skupnega dobrega kot končnega cilja, tvega uničenje bogastva in ustvarja revščino. Nadalje omenja nekatere značilnosti izkrivljenega razvoja: špekulativno finančno poslovanje, brezobzirno preseljevanje ljudstev ter neurejeno izkoriščanje zemeljskih virov. Pred takšnimi problemi papež poziva k načrtovanju nove, bolj humane poti.
Papež nadaljuje, da svetovno bogastvo v absolutnem smislu narašča, vendar se povečujejo tudi neenakosti in pojavljajo nove oblike revščine. Korupcija je prisotna tako v bogatih kot revnih državah in mednarodna podjetja prepogosto ne spoštujejo pravic delavcev. Poleg tega je mednarodna pomoč pogosto neodgovorno preusmerjena od svojih pravih namenov, tako da do upravičencev sploh ne pride. Hkrati, pravi papež, je s strani bogatih držav prisotna pretirana vnema za zaščito znanja, in sicer s pretirano togim uveljavljanjem pravice do intelektualne lastnine, zlasti na področju zdravstva.
Papež se nato posveti iskanju področij, na katerih bi bogate države po nizkih stroških prenesle proizvodnjo na zunanje izvajalce. Ti procesi so privedli do zmanjševanja sistemov socialne varnosti, kar resno ogroža pravice delavcev. K temu je treba dodati, da lahko zmanjševanje socialne porabe, ki je pogosto posledica pritiskov mednarodnih finančnih institucij, pusti državljane nemočne pred starimi in novimi tveganji. Vsekakor pa lahko opazimo, da vlade zaradi ekonomske koristnosti pogosto omejujejo svobodo sindikatov. Tiste, ki vladajo, spominja, »da je poglavitni kapital, ki ga je treba zavarovati in mu povečati vrednost, človek, oseba v svoji celovitosti«.
Resnica je nujna za razvoj. Brez nje, pravi papež, družbeno delovanje na koncu služi zasebnim interesom in logiki moči, kar vodi v družbeno razdrobljenost. Na kulturni ravni možnost interakcije odpira nove perspektive dialoga, vendar z dvojno nevarnostjo. Prvič, pride lahko do kulturnega eklekticizma, v katerem so vse kulture obravnavane kot vsebinsko enakovredne. Nasprotna nevarnost pa je poplitvenje, izginjanje globokega pomena različnih narodnih kultur in izročil. Papež se nato posveti škandalu, ki ga predstavlja lakota. Manjka mreža gospodarskih ustanov, ki bi se lahko spoprijele s to nujnostjo. Upati je treba na nove možnosti v tehnikah kmetijstva in zemljiške reforme v državah v razvoju.
Benedikt XVI. nato poudarja, da spoštovanja življenja nikakor ni mogoče ločiti od razvoja narodov. V različnih delih sveta še vedno obstajajo prakse demografskega nadzora, ki gredo tako daleč, da vsiljujejo splav. V gospodarsko razvitih državah obstaja miselnost proti rojstvu, ki se pogosto poskuša (izvažati) v druge države, kot da bi šlo za obliko kulturnega napredka. Poleg tega obstaja utemeljen sum, da je razvojna pomoč včasih povezana s posebnimi politikami zdravstvenega varstva, ki dejansko vključujejo vsiljevanje nadzora rojstev. Zaskrbljujoči so tudi zakoni, ki dovoljujejo evtanazijo: »Družba, ki se odloči za zanikanje in zatiranje življenja, prej ali slej ne bo našla spodbud in potrebne energije za to, da bi bila v službi človekovega resničnega dobrega.«
Z razvojem je povezan še en vidik: pravica do verske svobode. Nasilje zavira pristen razvoj, kar še posebej velja za terorizem, ki ga motivira fundamentalizem. Hkrati spodbujanje ateizma v mnogih državah ovira zahteve za razvoj narodov, saj jih prikrajšuje za duhovne in človeške vire, kajti za razvoj je potrebna interakcija različnih ravni znanja, ki se usklajujejo z ljubeznijo. Benedikt XVI. svari pred kratkoročnim – včasih zelo kratkoročnim – gospodarjenjem, ki vodi v zniževanje ravni zaščite pravic delavcev, da bi povečali mednarodno konkurenčnost države. V ta namen nagovarja, naj popravimo nekatere disfunkcije razvojnih modelov, kar danes zahteva ekološko stanje Zemlje. Zaključi z globalizacijo, ki brez ljubezni povzroča škodo brez primere in ustvarja nove delitve. Ljubezen in resnica nas zato postavljata pred novim, obsežnim in ustvarjalnim izzivom.

### Tretje poglavje: Bratstvo, gospodarski razvoj in civilna družba
Bratstvo, gospodarski razvoj in civilna družba je tema tretjega poglavja okrožnice, ki se začne s pohvalo izkušnje darovanja, ki je pogosto neprepoznana zaradi povsem potrošniškega in utilitarističnega pogleda na življenje. Prepričanje, da je ekonomija prosta vplivov moralnega značaja, je človeka pripeljalo do tega, da je ekonomski proces zlorabil na povsem uničujoč način. Razvoj, če hoče biti pristno človeški, mora dati prostor načelu zastojnskosti.
To je še posebej pomembno v zvezi s trgom, ki brez notranjih oblik solidarnosti in zaupanja ne more v celoti izpolniti svoje prave gospodarske funkcije. Trg se ne more zanašati samo nase; moralno energijo mora črpati od drugih subjektov in revnih ne sme obravnavati kot podrejeno breme, temveč kot vir. Trgovska logika mora biti usmerjena v prizadevanje za skupno dobro, za katerega mora prevzeti odgovornost tudi politična skupnost. Trg po svoji naravi ni negativen. Sedanja kriza kaže, da tradicionalnih načel družbene etike, kot so preglednost, poštenost in odgovornost, ni mogoče zanemariti ali omiliti. Hkrati papež opozarja, da ekonomija ne odpravlja vloge države in zahteva pravične zakone. Ob spominu na Centesimus annus izpostavi nujnost sistema s tremi subjekti: trgom, državo in civilno družbo ter poziva k iskanju načinov za počlovečenje gospodarstva. Potrebujemo gospodarske oblike, pravi, ki temeljijo na solidarnosti.

### Četrto poglavje: Razvoj narodov, pravice in dolžnosti, okolje
V bogatih družbah je mogoče opaziti zahteve po 'pravici do presežka', medtem ko v nekaterih nerazvitih regijah primanjkuje hrane in vode. Papež v zvezi s tem nadaljuje, da je napačno, če se povečanje števila prebivalstva obravnava kot glavni vzrok za nerazvitost. Ponovno potrdi, da spolnosti ni mogoče zreducirati zgolj na užitek ali zabavo. Spolnosti ni mogoče urejati s strategijami vsiljenega nadzora rojstev in države so poklicane, da sprejmejo politike, ki spodbujajo osrednjo vlogo in celovitost družine. Nato poudari, da moralno odgovorna odprtost za življenje tako posameznika kot družbe predstavlja bogat družbeni in gospodarski vir:
Zmanjševanje števila rojstev, ki je včasih pod tako imenovano »kritično mejo naravnega prirastka«, spravlja v krizo tudi sisteme socialne pomoči in jih draži, omejuje sklepanje posojil in posledično denarne vire, potrebne za vlaganja, zmanjšuje dostop do kvalificirane delovne sile, znižuje zaloge »možganov«, nujno potrebnih za preživetje naroda. Poleg tega majhne, včasih premajhne družine tvegajo osiromašenje družbenih odnosov in ne zagotavljajo učinkovitih oblik solidarnosti.
Gospodarstvo, dodaja, potrebuje etiko, ki je osredotočena na ljudi. Enako osrednje mesto človeške osebe mora biti vodilno načelo v razvojnih programih mednarodnega sodelovanja. Mednarodne organizacije bi se morale vprašati o dejanski učinkovitosti svojega birokratskega mehanizma, ki je pogosto pretirano drag. Papež opaža, da prepogosto ravno revni služijo ohranjanju dragih birokracij. Zato poziva k popolni preglednosti glede prejetih sredstev.

Zadnji odstavki poglavja so posvečeni okolju. Za vernika je narava božji dar, ki ga je treba odgovorno uporabljati. V tem kontekstu je naša pozornost usmerjena k razmisleku o energetskem problemu. Dejstvo, da nekatere države in oblastne skupine kopičijo neobnovljive vire energije, predstavlja resno oviro za razvoj v revnih državah. Zato bi morala mednarodna skupnost poiskati institucionalna sredstva za urejanje izkoriščanja neobnovljivih virov. Tehnološko napredne družbe lahko in morajo zmanjšati domačo porabo energije, hkrati pa spodbujati raziskave alternativnih oblik energije. V bistvu je potreben učinkovit premik v miselnosti, ki lahko privede do sprejetja novih življenjskih slogov. Stil, ki je do zdaj v večjem delu sveta nagnjen k hedonizmu in potrošništvu. Odločilno vprašanje je torej splošna moralna naravnanost družbe:
Ko ni spoštovanja pravice do življenja in naravne smrti, ko prihaja do človekovega spočetja, nosečnosti in rojstva po umetni poti, ko človeški zarodki služijo za raziskave, skupna zavest pozablja na človeško (humano), s tem pa tudi na okoljsko ekologijo. Od novih rodov zahtevati spoštovanje do naravnega okolja, kadar jim vzgoja in zakoni ne pomagajo, da bi spoštovali sami sebe, je protislovje.

### Peto poglavje: Sodelovanje človeške družine
Sodelovanje človeške družine je v središču petega poglavja, v katerem Benedikt XVI. pokaže, da je razvoj narodov odvisen predvsem od priznanja, da je človeški rod ena sama družina. Z odrekanjem pravice do javnega izpovedovanja vere politika dobi oblastni in agresivni značaj. Papež opozarja, da tako sekularizem kot fundamentalizem izključujeta možnost plodnega dialoga med razumom in vero, kar ima za človeški razvoj ogromno ceno.
Papež nato obravnava načelo subsidiarnosti, ki človeški osebi nudi pomoč prek avtonomije vmesnih teles in v njej »vidi osebo, ki je vedno sposobna bližnjim kaj dati«. Vidi ga kot primerno omejevalno sredstvo za globalizacijo. Mednarodna pomoč lahko namreč ljudi zapre v stanje odvisnosti, zato bi morali sodelovati vsi subjekti civilne družbe in ne le vladajoči. Papež spodbuja gospodarsko razvite države, naj namenijo večje deleže svojega bruto domačega proizvoda za razvojno pomoč in tako spoštujejo prevzete obveznosti. Nato se zavzema za večjo dostopnost do izobraževanja in več za celostno oblikovanje osebe, saj relativizem vse dela revnejše. Kot primer navaja pojav spolnega turizma, ki žrtvuje številna človeška bitja celo v rani mladosti. »Žalostna je ugotovitev, da se to pogosto dogaja s privolitvijo krajevnih oblasti, ob molku tistih, od koder turisti prihajajo, in s sodelovanjem številnih delavcev tega področja.«
Papež se nato posveti pojavu migracij. Pravi, da se nobena država ne more sama spopasti z današnjimi problemi migracij, zato bi jih morala spremljati ustrezna mednarodna zakonodaja. Vsak migrant je človeška oseba, ki ima temeljne, neodtujljive pravice, ki jih morajo spoštovati vsi in v vseh okoliščinah. Papež prosi, naj se tujih delavcev ne obravnava kot blago, in pokaže na neposredno povezavo med revščino in brezposelnostjo. Zavzema se za dostojno zaposlitev za vse in vabi oblasti, ki niso v politiki, naj se posvetijo delavcem v državah, kjer so kršene njihove socialne pravice.
Finance je treba preurediti v orodja za spodbujanje razvoja, finančniki pa morajo ponovno odkriti resnično etične temelje svoje dejavnosti. Poleg tega papež poziva k ureditvi finančnega sektorja, da bi zaščitili šibkejše stranke.

### Šesto poglavje: Razvoj narodov in tehnika
Šesto in zadnje poglavje je osredotočeno na razvoj narodov in tehnologije. Papež nas svari pred prometejevsko domnevo, ki nas želi prepričati, da lahko človeštvo s pomočjo čudežev tehnologije ponovno ustvari samo sebe. Tehnologija ne more imeti absolutne svobode. Proces globalizacije bi lahko ideologije nadomestil s tehnologijo. S tehnološkim razvojem so povezana sredstva družbenega sporazumevanja, ki so poklicana, da spodbujajo dostojanstvo oseb in narodov.

Posebej pomembno bojišče v današnjem kulturnem boju vidi med prevlado tehnologije in moralno odgovornostjo človeka na področju bioetike. Papež piše, da je razum brez vere obsojen na izgubljenost v prividih lastne vsemogočnosti, vera brez razuma pa je odtujena od stvarnega življenja. Svari pred tehničnim absolutizmom in mehanicističnem pojmovanjem človeškega življenja, po katerem mislimo, da smo se dokopali do korenine življenja. V tem okviru vidi splav kot tragično rano, evgenično načrtovanje rojstev in evtanazijsko miselnost pa kot nizkotno. Sprašuje:
Ali naj se čudimo ravnodušnosti nad propadajočimi človeškimi usodami, če se ravnodušno obnašamo celo do tega, kaj je človeško in kaj ni?
Rešitev za dvoličnost pri zgražanju nad nepomembnimi zadevami in dopuščanju nezaslišanih krivic vidi v presežnem:
Bog razodeva človeka človeku; razum in vera mu družno kažeta dobro, če ga le hoče videti; naravni zakon, v katerem odseva stvariteljski Razum, razkriva človekovo veličino, pa tudi njegovo bedo, ko ne priznava opominov moralne resnice.
Dodaja še, da je treba zagotoviti, da se bo finančna politika v prihodnosti spremenila, pri čemer mora razvoj poleg gospodarske vsebovati tudi duhovno rast, saj je človek duhovno bitje, ustvarjeno iz božje stvariteljske ljubezni in določeno za večno življenje. Na poziva k novim očem in novemu srcu, da bi presegli materialistični pogled na človeško dogajanje.

### Sklep
V zaključku papež poudari, da razvoj potrebuje kristjane z rokami, dvignjenimi k Bogu v molitvi; potrebuje ljubezen in odpuščanje, samoodpovedovanje, sprejemanje drugih, pravičnost in mir.

## Vira
- Benedikt XVI. (2000). Caritas in veritate (Ljubezen v resnici) (PDF). Ljubljana: Družina. COBISS 247316736. ISBN 961-222-610-5.
- Latkovic, Mark S. (2010). »Caritas in veritate«.  V Fastiggi, Robert L. (ur.). New Catholic Encyclopedia Supplement. Farmington Hills, Michigan: Gale. str. 208–210. ISBN 978-1-4144-7589-9.